# Шлапањице (Брно-околина)
Шлапањице (чеш. Šlapanice) град је у Чешкој Републици. Град се налази у управној јединици Јужноморавски крај, у оквиру којег припада округу Брно-околина.

## Становништво
Према подацима о броју становника из 2014. године град је имао 7.171 становника.